# Minerales opacos

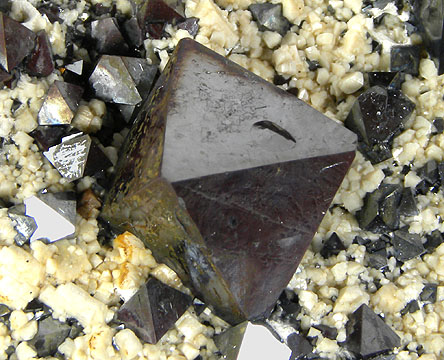
Vista de un cristal de magnetita, un mineral opaco

Los minerales opacos son aquellos minerales que no transmiten luz cuando se examinan en lámina delgada. Minerales óxidos (como la magnetita, ilmenita), sulfuros (como la pirita) y grafito son algunos de los minerales opacos más comunes.
La procedencia y composición de minerales opacos (ilmenita, titanomagnetita y magnetita) se estudia actualmente en la costa oeste del Golfo de México.